# Frunza, Gorj
Frunza este un sat în comuna Logrești din județul Gorj, Oltenia, România. La marginea satului curge râul Amaradia.

 Acest articol despre o localitate din județul Gorj este deocamdată un ciot. Puteți ajuta Wikipedia prin completarea lui.